# 康逸苑
康逸苑（英語：Hong Yat Court）是香港九龍觀塘區藍田的一個居者有其屋屋苑，屬於藍田邨重建計劃第五期。

## 歷史
屋苑前身為藍田邨第7、8及10座連藍田循道小學 ，原訂於1997年3月動工重建，但因為有13戶「釘子戶」拒絕遷出而兩度延遲，至同年7月31日才開始進行清拆，並重建成本屋苑；重建工程歷時3年7個月。

## 屋苑概要
屋苑鄰近啟田邨、藍田邨及藍田站，由房委會總建築師（3）負責設計，金門建築有限公司負責承建。屋苑共有五座樓宇，在2001年2月28日落成。由於此屋苑鄰近港鐵站，加上地勢偏高，較高層單位可享維多利亞港至秀茂坪一帶遼闊景觀，因此它與附近的鯉安苑均是藍田綠表市場成交價最高的屋苑。

## 屋苑資料

### 樓宇
| 樓宇名稱（座號） | 門牌號碼  | 樓宇類型       | 落成年份      | 層數 | 每層伙數 | 每座單位數目（伙） | 建築師              | 承建商   | 升降機品牌 | 期數                 |
| ---------------- | --------- | -------------- | ------------- | ---- | -------- | ------------------ | ------------------- | -------- | ---------- | -------------------- |
| 康景閣（A座）    | 德田街1號 | 康和一型第一款 | 2001年4月20日 | 40   | 8        | 320                | 房委會總建築師（3） | 金門建築 | 日立       | 5 （藍田邨重建計劃） |
| 康年閣（B座）    | 德田街1號 | 康和一型第一款 | 2001年4月20日 | 40   | 8        | 320                | 房委會總建築師（3） | 金門建築 | 日立       | 5 （藍田邨重建計劃） |
| 康裕閣（C座）    | 德田街1號 | 康和一型第一款 | 2001年4月20日 | 40   | 8        | 320                | 房委會總建築師（3） | 金門建築 | 日立       | 5 （藍田邨重建計劃） |
| 康麗閣（D座）    | 德田街1號 | 康和一型第一款 | 2001年4月20日 | 40   | 8        | 320                | 房委會總建築師（3） | 金門建築 | 日立       | 5 （藍田邨重建計劃） |
| 康庭閣（E座）    | 德田街1號 | 康和一型第一款 | 2001年4月20日 | 40   | 8        | 320                | 房委會總建築師（3） | 金門建築 | 日立       | 5 （藍田邨重建計劃） |

### 原裝交樓標準設備
- 浴室

浴室設備包括西班牙「Roca」浴缸及瓷質沖水式坐廁、美國「色麗石」實心面材檯面連地櫃、泰國「Karat」洗手盆，以及其他浴室配件。另外，冷水喉為有日本「NKK」製塑膠內層的鉛水鐵喉，熱水喉則為澳洲「Kembla」製包隔熱層銅喉。另附對衡式煤氣熱水爐一具。
- 主人套房浴室（適用於三房單位）

浴室設備包括意大利「Wilux」淋浴花灑間連趟門、美國「色麗石」實心面材檯面連地櫃、泰國「Karat」座腳洗手盆及西班牙「Roca」瓷質沖水式坐廁，以及其他浴室配件。另附對衡式煤氣熱水爐一具。
- 廚房

牆身鋪砌瓷磚以及地台鋪砌台灣「Roma」過底磚。廚房另設有優質木吊櫃及木地櫃連實心面材工作檯面（附設不锈鋼雙盆洗滌盆和煮食灶台）。另附對衡式煤氣熱水爐一具。
- 客／飯廳及睡房一律附送「珍寶牌」冷氣機。

## 附屬設施
- 停車場大樓
- 飛雁幼稚園 （页面存档备份，存于）（2001年創辦，位於停車場大樓天台；已遷入粉嶺皇后山邨）

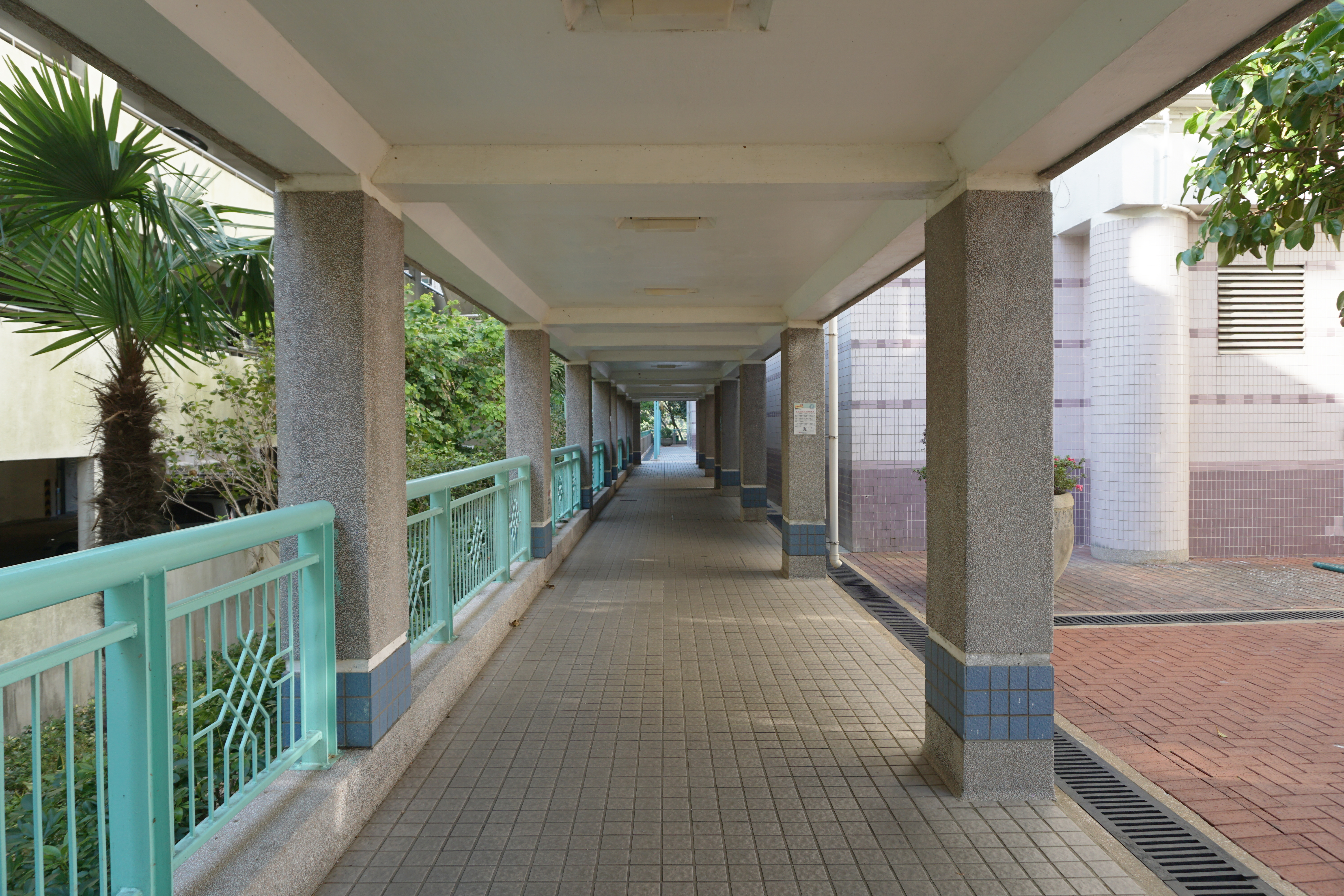
有蓋行人通道
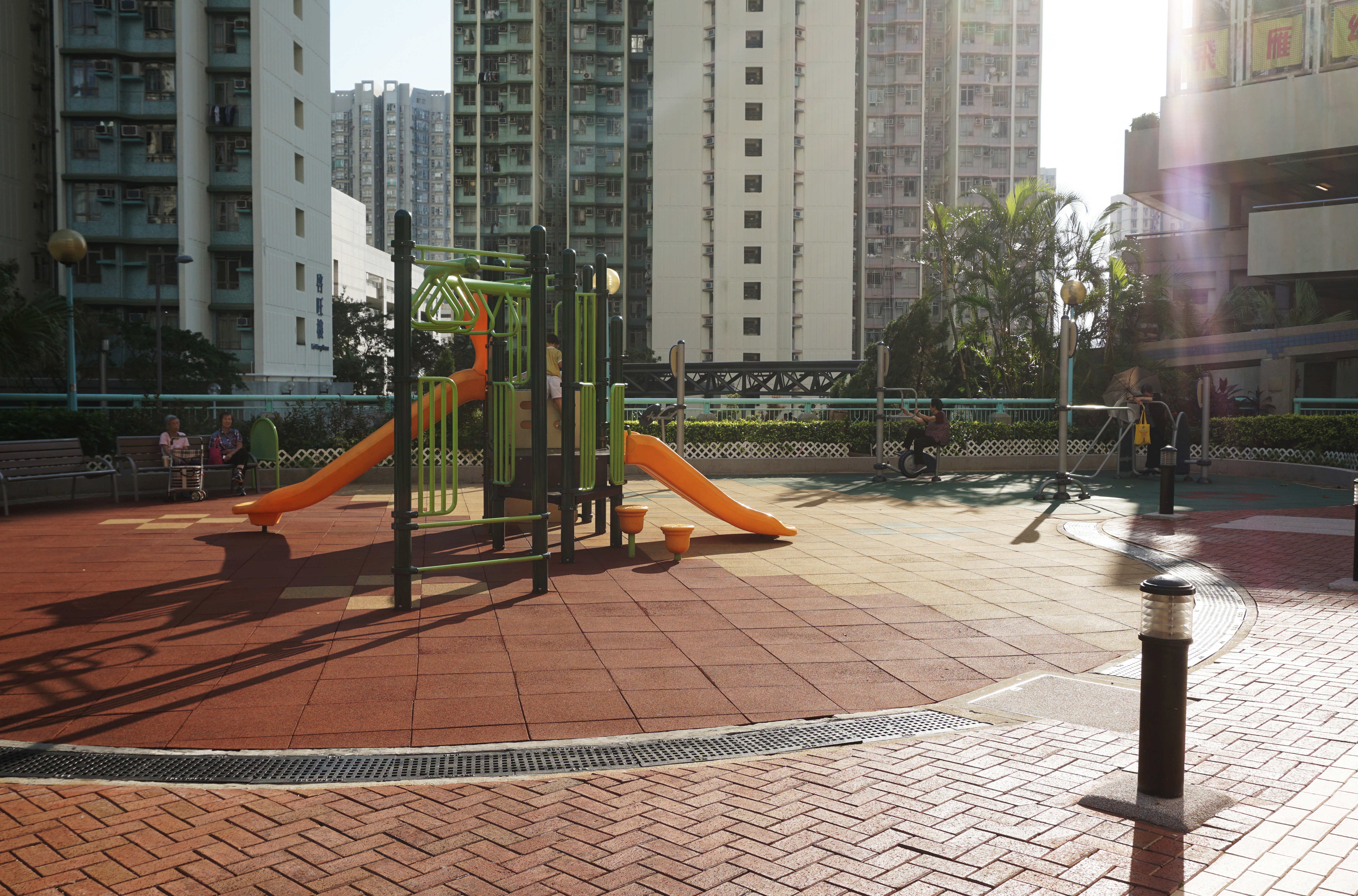
兒童遊樂場及健體區
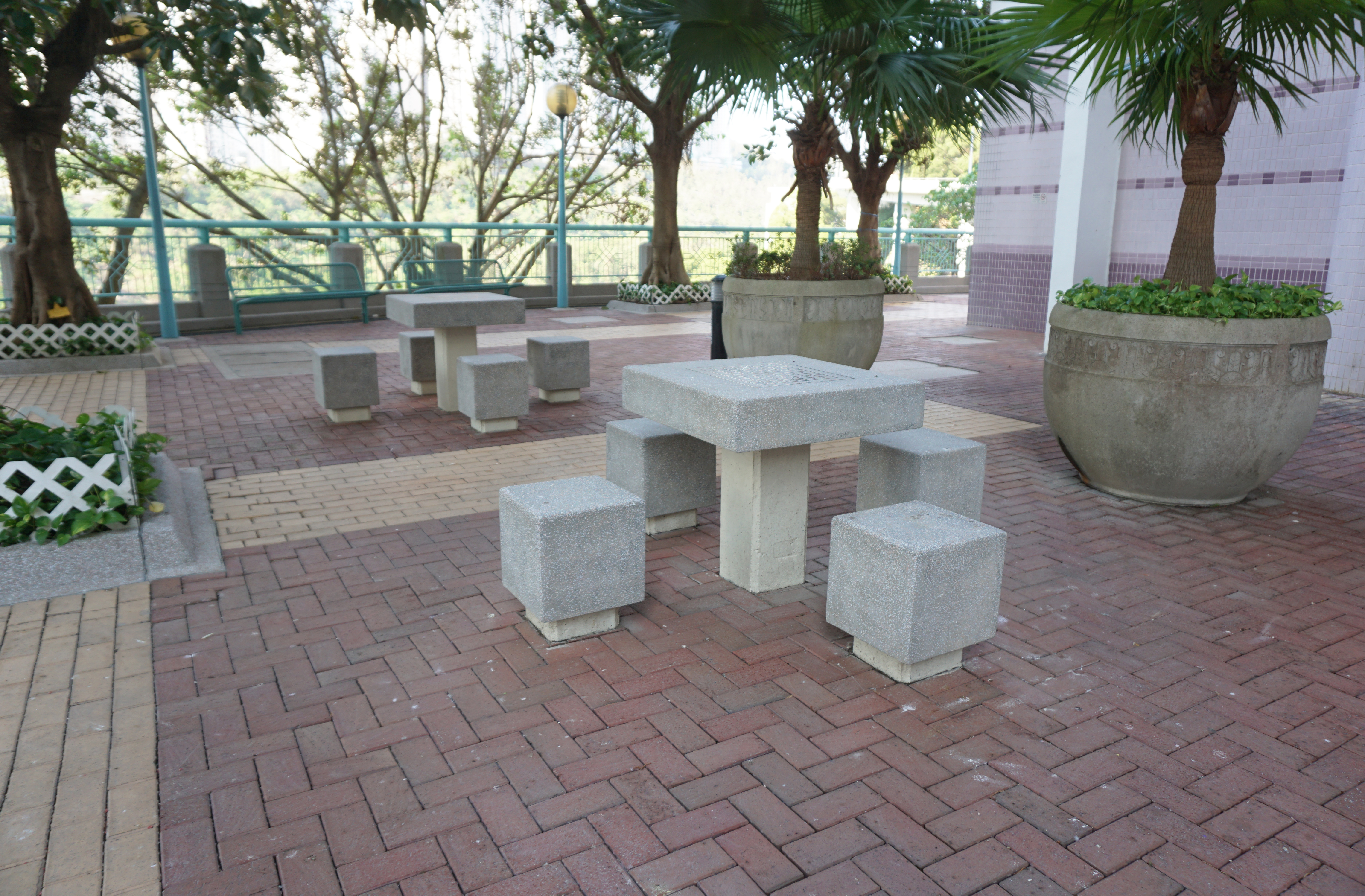
棋藝區
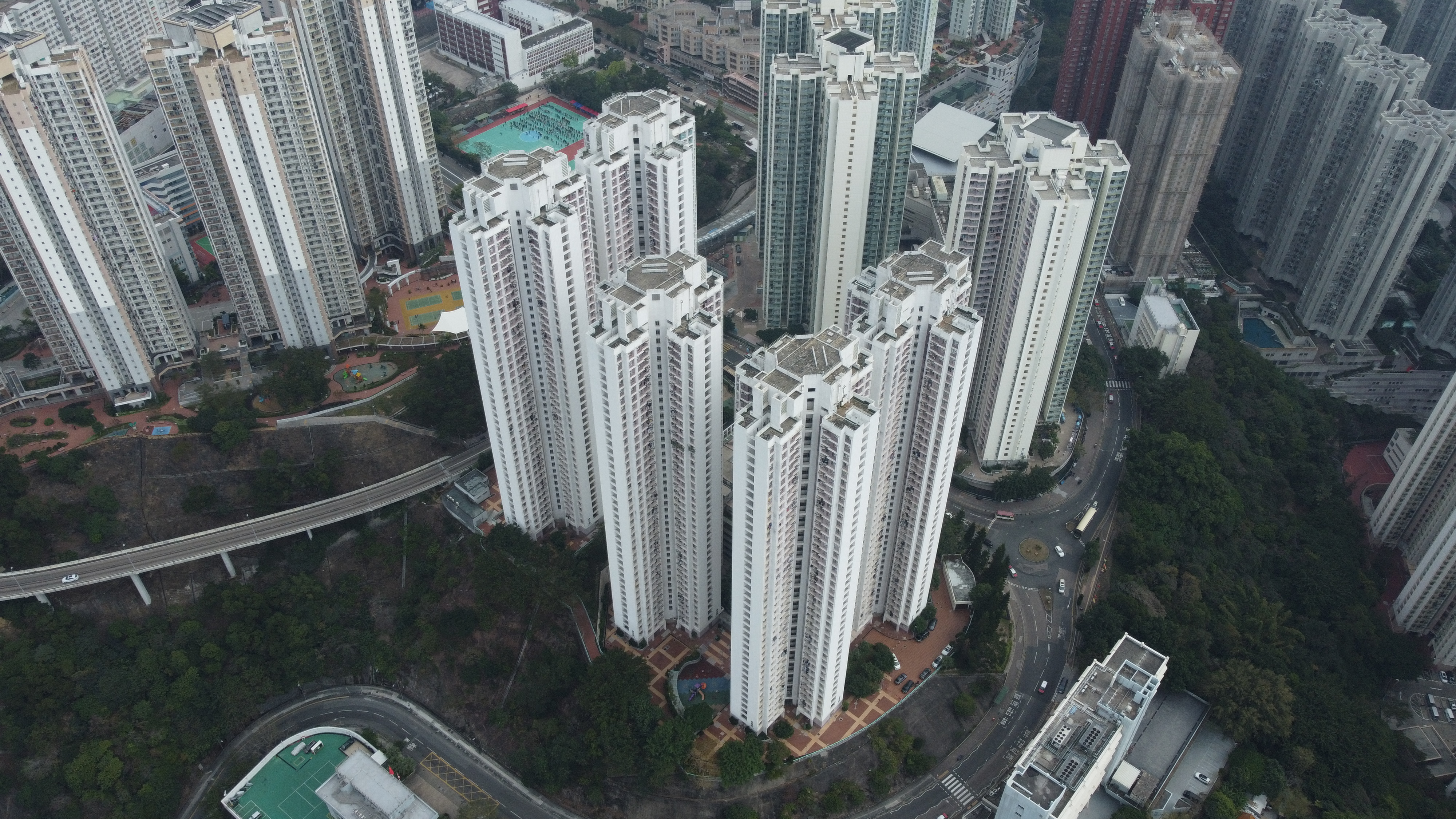
航拍角度的康逸苑（2022年2月）

## 外部連結
- 房屋署康逸苑資料 （页面存档备份，存于）

22°18′39″N 114°14′05″E / 22.3107°N 114.2346°E